# تيسلا مودل واي
تيسلا مودل واي (بالإنجليزية:Tesla Model Y) هي سيارة كهربائية مدمجة كروس أوفر (CUV) من شركة تيسلا. كشفت عنها تيسلا في آذار 2019, بدأت الإنتاج في مصنعها في فريمونت في كانون الثاني 2020 وبدأت عمليات التسليم في 13 آذار 2020.
إنها السيارة الثانية التي تعتمد على منصة طراز 3 سيدان. يشترك الطراز واي في حوالي 75٪ من أجزائه مع تيسلا مودل 3, والذي يتضمن تصميمًا داخلياً مشابهًا ومجموعة نقل الحركة الكهربائية. سيوفر الطراز واي مقاعد اختيارية في الصف الثالث تتسع لسبعة ركاب, المخطط حالياً للربع الرابع من عام 2020. يملأ المودل واي شريحة أصغر وأقل تكلفة من شقيقها الأكبر, طراز تيسلا مودل إكس متوسط الحجم.
كانت هناك أربعة تكوينات مخططة لمجموعة نقل الحركة للطراز Y: الدفع الخلفي بالعجلات الخلفية (RWD), الدفع الخلفي بعيد المدى, المدى الطويل مع الدفع الرباعي المزدوج (AWD), والأداء (مع محرك مزدوج لجميع العجلات قيادة). يجري حالياً تسليم طراز AWD طويل المدى ونموذج الأداء. تم إلغاء تكوين Standard Range RWD في البداية في يوليو 2020, نظراً لأن النطاق (230 ميلاًَ من EPA) منخفض بشكل غير مقبول إلى ماسك, ولكنه الآن قابل للطلب (مع 244 ميلاًَ من نطاق EPA). اعتبارًا من 3 فبراير 2021 , يبدو أن RWD طويل المدى قد تم إلغاؤه.

## تاريخ
في عام 2013, تقدمت تيسلا موتورز بطلب للحصول على علامة تجارية على «مودل واي».
في عام 2015, قام إيلون ماسك بإثارة نموذج واي من طراز 3 بأبواب جناح النورس.
في عام 2017, تم إزعاج صورة ظلية المودل واي لمساهمي تيسلا في الاجتماع العام السنوي في يونيو. أعلن إيلون ماسك أيضًا أنه سيتم إنتاج الطراز واي في مصنع جديد, حيث لم يكن من المحتمل أن يكون لمصنع تيسلا مساحة لاستيعاب خط إنتاج آخر.
في يونيو 2018, كشف الرئيس التنفيذي ماسك عن صورة ظلية جديدة. مع الصورة الجديدة, ذكر أنه سيتم الإعلان رسمياً عن المودل واي في آذار 2019. تم التخطيط لإعلان الطراز واي لعام 2018, ولكن أدت مشكلات الإنتاج مع الطراز 3 إلى دفعه إلى عام 2019. في تشرين الأول 2018, كشف إيلون ماسك أنه وافق على التصميم النهائي لإصدار الإنتاج الأول من الطراز واي, ومع ذلك لن يبدأ الإنتاج حتى عام 2020. في 3 آذار 2019, نشر إيلون ماسك عدة تغريدات أعلن فيها عن حدث إزاحة الستار وأكد بعض المواصفات. أكد ماسك أن السيارة ستستخدم أبواباً قياسية, على عكس أبواب جناح الصقر المستخدمة في الطراز إكس.
في 14 آذار 2019, ظهر إيلون ماسك لأول مرة في تيسلا مودل واي في حدث في استوديو تصميم تيسلا في هوثورن, كاليفورنيا, حيث تم الإعلان عن المواصفات وعرض السيارة. كما تم تقديم تجارب القيادة للعديد من المركبات من طراز واي للحضور بعد العرض التقديمي. نظراً لحجمها الأكبر, يستهلك واي طاقة أكثر من 3, وبالتالي يكون نطاقه أقصر. تم تغيير مصنع فريمونت لاستيعاب إنتاج واي.
في نوفمبر 2019, أعلنت تيسلا أن تيسلا مودل واي ستكون أول مركبة يتم تجميعها في أول مصنع مصنع جيجا الأوروبي, جيجا برلين.
ذكرت تيسلا في تقرير أرباح كيو4 2019 في 29 كانون الثاني 2020, أن إنتاج المودل واي قد بدأ بالفعل في مصنع فريمونت, وأنه يمكن للمرء الآن تقديم طلب لإصداراتهم المتميزة مع نظام الدفع الرباعي, وأن تسليم الطراز واي سيكون تبدأ في الربع الأول من عام 2020.
في 13 آذار 2020, قامت تيسلا بتسليمها لأول مرة من الطراز واي, إلى جانب نشر دليل المالك.
إن تصميم وتصنيع النموذج واي يتحسن: أخبر إيلون ماسك المحاور أن الطراز واي المصنوع من برلين «ليس مجرد نسخة من الطراز Y. إنه في الواقع إعادة تصميم جذري للتكنولوجيا الأساسية لبناء سيارة.». في 13 أغسطس 2020, تم الإبلاغ عن أن تيسلا Fremont ستقوم قريباً بتنشيط أكبر آلة صب أحادية الجسم في العالم في إنتاج المودل واي, والتحول إلى صب الهيكل الخلفي في قطعة واحدة. تم تصنيع الأجزاء الخلفية والأمامية من الإطار في برلين من طراز واي, وستكون ذات تصميم أحادي الصب. يسمح حقن الألمنيوم المصهور في قالب وسحب الروبوتات للمعدن المصبوب لشركة تيسلا بدمج العديد من خطوات التصنيع. من المتوقع أن تؤدي عملية التصنيع هذه إلى تحقيق وفورات كبيرة, بما في ذلك استثمارات أقل في الأدوات ووقت إنتاج أقل وعدد أقل من الروبوتات ومنطقة إنتاج أصغر.
في 5 يونيو 2020, أطلقت تيسلا استوديو تصميم مودل واي أونلاين للسوق الصينية, مما سمح للعملاء في الصين بتقديم طلبات شراء طراز واي القادم في الصين. التسليم الأول للنموذج في 18 كانون الثاني, 2021.
بدأ الإنتاج الأولي للنموذج واي المصنوع في الصين في منتصف ديسمبر 2020, ومن المتوقع إنتاج 250.000 مودل واي في عام 2021 في الصين وحدها.
في 8 سبتمبر 2020, كتب رئيس مجلس إدارة مجموعة فولكس فاجن, هربرت ديس, عن الطراز واي: «هذه السيارة لنا في العديد من الجوانب (وليس في كل شيء!) مرجع: تجربة المستخدم, وقابلية التحديث, وميزات القيادة, أداء الطرازات العلوية, شبكة الشحن, النطاق. ميزة كبيرة: تم التفكير في الطراز واي على أنه سيارة كهربائية - كما هو الحال مع ID.3. لا يزال العديد من منافسينا يستخدمون منصات ICE الخاصة بهم. النتيجة: لم يحصلوا على أفضل المركبات الكهربائية».
في 7 تشرين الأول 2020, غرد ماسك أن Giga Berlin Model واي سيحصل على قطعة واحدة من الإطار الخلفي والأمامي, وحزمة بطارية هيكلية, و 4680 خلية جديدة. ستأتي التغييرات إلى النسخة الأمريكية بعد عامين. 
في 1 كانون الثاني 2021, بدأت تيسلا بيع الطراز واي في الصين, وباعت الإنتاج المخطط له (كمية غير معروفة) للربع الأول من عام 2021 في غضون 6 أيام.
في 7 كانون الثاني 2021, أصدرت تيسلا طراز واي للدفع الخلفي ذي المدى القياسي بالإضافة إلى التكوين الاختياري لمقاعد الصف الثالث المكون من 7 مقاعد.

## تحديد
| بطارية                                                                   | النطاق القياسي | بعيد المدى | بعيد المدى | بعيد المدى | بعيد المدى |
| مجموعة نقل الحركة                                                        | دفع خلفي | RWD (يبدو أنه قد تم إلغاؤه)                                                                                       | دفع رباعي | الأداء (بدون ترقية الأداء)                                                                                        | الأداء (مع ترقية الأداء)                                                                                          |
| ------------------------------------------------------------------------ | --- | --- | --- | --- | --- |
| السعر الأساسي (سوق الولايات المتحدة, بما في ذلك 1200 دولار رسوم التوصيل) | 43190 دولاراً أمريكياً                                                                                              | 45-48000 دولار | 51190 دولاراً أمريكياً                                                                                              | 61190 دولاراً أمريكياً                                                                                              | 61190 دولاراً أمريكياً                                                                                              |
| النطاق (وكالة حماية البيئة)                                              | 244 ميل (393 كـم)                                                                                                 | 300 ميل (483 كـم)                                                                                                 | 326 ميل (525 كـم)                                                                                                 | 303 ميل (488 كـم)                                                                                                 | 303 ميل (488 كـم)                                                                                                 |
| النطاق (WLTP)                                                            | غير متوفر | 336 ميل (541 كـم)[بحاجة لمصدر]                                                                                    | 314 ميل (505 كـم)                                                                                                 | 298 ميل (480 كـم)                                                                                                 | |
| التسريع 0–60 ميل/س (0–97 كم/س)                                           | 5.3 ثواني | تم الإعلان عن 5.5 ثانية                                                                                           | تم الإعلان عن 4.8 ثوانٍ                                                                                            | تم الإعلان عن 3.5 ثانية                                                                                           | تم الإعلان عن 3.5 ثانية                                                                                           |
| السرعة القصوى                                                            | 135 ميل/س (217 كم/س)                                                                                              | 130 ميل/س (209 كم/س)                                                                                              | 135 ميل/س (217 كم/س)                                                                                              | 155 ميل/س (249 كم/س)                                                                                              | 155 ميل/س (249 كم/س)                                                                                              |
| التسليم المتوقع في الولايات المتحدة                                      | كانون الثاني - شباط 2021                                                                                          | H2 2020 (لم يُصدر بعد حتى اعتبارًا من يناير 2021 )                                                                  | آذار 2020 | آذار 2020 | آذار 2020 |
| معامل السحب                                                              | 0.23 | 0.23 | 0.23 | 0.23 | 0.23 |
| أمتعة                                                                    | 68 قدم مكعب (1,926 ل) الحجم الأقصى مع وجود المقاعد الخلفية لأسفل والجذع بالكامل + الصندوق الأمامي (المقعد الخلفي) | 68 قدم مكعب (1,926 ل) الحجم الأقصى مع وجود المقاعد الخلفية لأسفل والجذع بالكامل + الصندوق الأمامي (المقعد الخلفي) | 68 قدم مكعب (1,926 ل) الحجم الأقصى مع وجود المقاعد الخلفية لأسفل والجذع بالكامل + الصندوق الأمامي (المقعد الخلفي) | 68 قدم مكعب (1,926 ل) الحجم الأقصى مع وجود المقاعد الخلفية لأسفل والجذع بالكامل + الصندوق الأمامي (المقعد الخلفي) | 68 قدم مكعب (1,926 ل) الحجم الأقصى مع وجود المقاعد الخلفية لأسفل والجذع بالكامل + الصندوق الأمامي (المقعد الخلفي) |

### مضخة الحرارة
المودل واي هو أول سيارة تيسلا تستخدم مضخة حرارية بدلاً من المقاومة الكهربائية لتدفئة المقصورة الداخلية. (تتوفر مضخات نيسان ليف وبي إم دبليو آي 3 وجاغوار آي-بيس و Audi e-tron و كيا نيرو بمضخات حرارية.) في الطقس البارد, يمكن أن تكون المضخة الحرارية مودل واي أكثر كفاءة بنسبة تصل إلى 300٪ من استخدام سيارات تيسلا الأخرى للتسخين بالمقاومة الكهربائية. لهذا السبب, في الطقس البارد, يجب أن يكون الطراز واي أكثر كفاءة في استخدام الطاقة من سيارات تيسلا الأخرى. يمكن أن تفقد السيارات الكهربائية 40٪ أو أكثر من مداها في الطقس البارد عند 20 °ف (−7 °م) أو أقل عند تسخين الكابينة الداخلية.
أثناء تفكيكه للنموذج واي, وجد المحلل الآلي ساندي مونرو مكونًا تمت الإشارة إليه باسم "octovalve", والذي يبدو أنه التكرار التالي لمكون superbottle المستخدم في النموذج 3. قال ماسك إن نظام المضخة الحرارية الجديدة / الأوكتوفال هو أحد أهم تغييرين في المودل واي على المودل 3, والآخر هو الصب الخلفي الجديد أسفل الهيكل. يدعم الصمام الثماني المضخة الحرارية من الطراز واي كجزء من نظام الإدارة الحرارية للسيارة.

## إنتاج

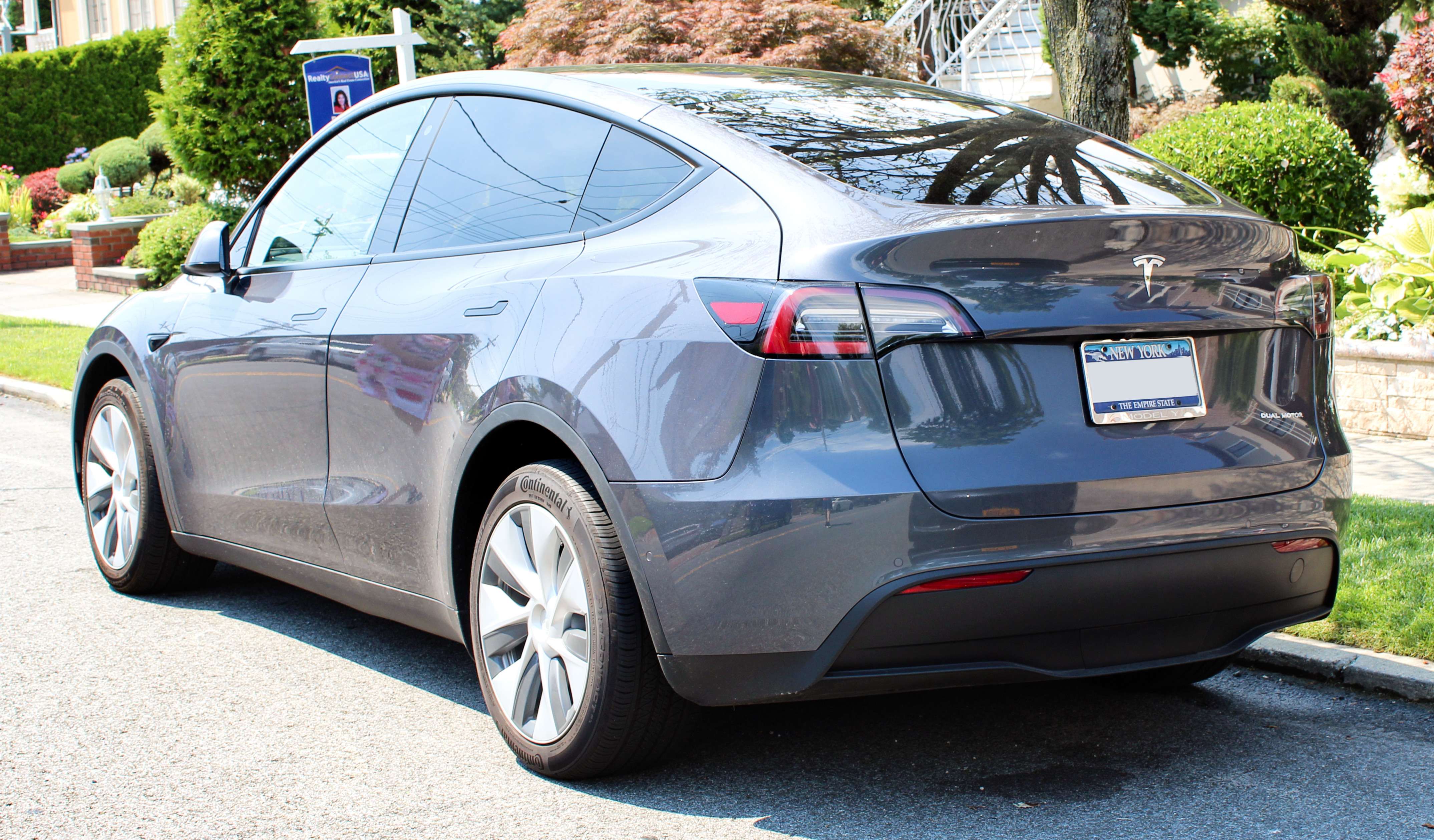
نموذج واي متوقفة

أعلنت تيسلا في الأصل عن خططها عند الكشف عن نموذج واي في جيجا نيفادا (في Sparks, نيفادا), جنباً إلى جنب مع البطارية ومجموعة نقل الحركة للمركبات, على عكس الطراز 3, حيث يتم تجميع محركات القيادة والبطاريات في جيجا نيفادا, مع التجميع النهائي اكتمل في مصنع تيسلا في فريمونت, كاليفورنيا . بعد شهرين, في مايو 2019, أكدت تيسلا أنها تخطط بدلاً من ذلك لتغيير خطوط الإنتاج في مصنع تيسلا Fremont لتوفير مساحة لإنتاج المودل واي. لاحقاً, سيتم تجميع الطراز واي أيضاً في Giga Shanghai في الصين و جيجا برلين في ألمانيا.
بدأت عمليات التسليم في الولايات المتحدة في آذار 2020 لإصدار الدفع الرباعي طويل المدى وإصدار الأداء. بعد الطرح الأولي, من المتوقع أن تبدأ تيسلا في شحن السيارات إلى الأسواق الكندية والمكسيكية, كما تخطط تيسلا لتجميع سيارات طراز واي في مصنع تيسلا جيجا شنغهاي وفي مصنع تيسلا في برلين.

## روابط خارجية
- Model Y
 – official site at تيسلا